# Pterolophia paraflavescens
Pterolophia paraflavescens là một loài bọ cánh cứng trong họ Cerambycidae.